# Stig Riemmbe Gælok
Stig Riemmbe Gælok, född 7 juli 1961 i Hellmobotn i dåvarande Tysfjords kommun (nuvarande Hamarøy kommun) i Nordland fylke, är en samisk-norsk författare och poet. Han är en av förhållandevis få som skriver på lulesamiska.
Gælok debuterade 1983 med O, Oarjjevuodna, den första diktsamlingen på lulesamiska någonsin, och har sedan dess publicerat ytterligare tio diktsamlingar och sju barnböcker, alla på lulesamiska. Flera av hans verk har även givits ut i norsk översättning eller parallellutgåva.